# Samsung Bluefangs Volleyball Club 2023-2024
Questa voce raccoglie le informazioni riguardanti il Samsung Bluefangs Volleyball Club nelle competizioni ufficiali della stagione 2023-2024.

## Stagione
I Samsung Bluefangs partecipano per la ventesima volta alla V-League, classificandosi al sesto posto. Si spingono invece fino in finale in Coppa KOVO, sconfitti dagli OK Okman.

## Organigramma societario
Area direttiva
- Presidente: Kim Jong-hyun

Area tecnica
- Allenatore: Kim Sang-woo
- Allenatore in seconda: Ko Jun-yong, Ji Tae-hwan

## Rosa
| N° | Nome                    | Ruolo | Data di nascita   | Nazionalità sportiva |
| -- | ----------------------- | ----- | ----------------- | -------------------- |
| 1  | Shin Jang-ho            | S     | 1º giugno 1996    | Corea del Sud        |
| 2  | Lee Ho-geon             | P     | 8 dicembre 1996   | Corea del Sud        |
| 3  | No Jae-wook             | P     | 10 luglio 1992    | Corea del Sud        |
| 4  | Son Tae-hun             | C     | 15 settembre 1993 | Corea del Sud        |
| 5  | Ahn Ji-won              | L     | 23 aprile 2000    | Corea del Sud        |
| 6  | Lee Jae-hyeon           | P     | 2 novembre 2002   | Corea del Sud        |
| 7  | Ha Hyun-yong            | C     | 9 maggio 1982     | Corea del Sud        |
| 8  | Park Yu-hyeon           | L     | 12 aprile 2001    | Corea del Sud        |
| 9  | Lee Sang-uk             | L     | 8 luglio 1995     | Corea del Sud        |
| 10 | Kim Jeong-ho            | S     | 1º marzo 1997     | Corea del Sud        |
| 11 | Son Hyun-jong           | S     | 8 aprile 1992     | Corea del Sud        |
| 12 | Park Sung-jin           | S     | 25 gennaio 2000   | Corea del Sud        |
| 13 | Kim Jun-woo             | C     | 24 aprile 2000    | Corea del Sud        |
| 14 | Yosvany Hernández       | S     | 23 giugno 1991    | Cuba                 |
| 15 | Jeon Jin-seon           | C     | 11 settembre 1996 | Corea del Sud        |
| 16 | Lee Hyeon-jin           | O     | 2 gennaio 2001    | Corea del Sud        |
| 17 | Shin Dong-kwang         | L     | 28 febbraio 1989  | Corea del Sud        |
| 18 | Hong Min-gi             | C     | 14 maggio 1993    | Corea del Sud        |
| 19 | Yang Hui-jun            | C     | 13 giugno 1999    | Corea del Sud        |
| 20 | Kim Jeong-yun           | C     | 14 ottobre 1995   | Corea del Sud        |
| 36 | Yang Su-hyeon           | C     | 8 aprile 2002     | Corea del Sud        |
| 44 | Enkh-Erdene Jargaltsogt | O     | 22 dicembre 1999  | Mongolia             |
| 22 | Kim Woo-jin             | S     | 13 agosto 2000    | Corea del Sud        |
| 77 | Lee Yoon-soo            | S     | 15 settembre 2003 | Corea del Sud        |
| 88 | Jeong Seung-hyeon       | P     | 9 febbraio 1999   | Corea del Sud        |

## Mercato
| Acquisti                               | Acquisti                | Acquisti           | Acquisti   |
| R.                                     | Nome                    | da                 | Modalità   |
| -------------------------------------- | ----------------------- | ------------------ | ---------- |
| O                                      | Yosvany Hernández       | Al-Ahli            | definitivo |
| O                                      | Enkh-Erdene Jargaltsogt | Sungkyunkwan Univ. | definitivo |
| P                                      | Jeong Seung-hyeon       | Sangmu             | definitivo |
| C                                      | Kim Jeong-yun           | Sangmu             | definitivo |
| S                                      | Kim Woo-jin             | Sangmu             | definitivo |
| O                                      | Lee Hyeon-jin           | Hanyang University | definitivo |
| P                                      | Lee Jae-hyeon           | Joongbu University | definitivo |
| S                                      | Lee Yoon-soo            | Kyonggi University | definitivo |
| S                                      | Son Hyun-jong           | Korean Air Jumbos  | definitivo |
| C                                      | Yang Su-hyeon           | Kyonggi University | definitivo |
| Trasferimenti nel corso della stagione |                         |                    |            |
| C                                      | Jeon Jin-seon           | OK Okman           | definitivo |

| Cessioni                               | Cessioni       | Cessioni           | Cessioni   |
| R.                                     | Nome           | a                  | Modalità   |
| -------------------------------------- | -------------- | ------------------ | ---------- |
| P                                      | Choi Ik-je     | -                  | ritirato   |
| C                                      | Gu Do-hyeon    | -                  | ritirato   |
| C                                      | Han Sang-gil   | -                  | ritirato   |
| O                                      | Ahmed Ikhbayri | Hyundai Skywalkers | definitivo |
| S                                      | Kim In-gyun    | Sangmu             | definitivo |
| S                                      | Ko Jun-yong    | -                  | ritirato   |
| S                                      | Ryu Yun-sik    | -                  | ritirato   |
| Trasferimenti nel corso della stagione |                |                    |            |
| S                                      | Park Sung-jin  | OK Okman           | definitivo |

## Risultati

### V-League

#### Regular season

##### Round 1
| 15 ottobre 2023 Jangchung Arena, Seul           | Woori WON          | 3 - 1 | Samsung Bluefangs | 25-17, 25-19, 18-25, 25-19        |
| 19 ottobre 2023 Chungmu Gymnasium, Daejeon      | Samsung Bluefangs  | 3 - 2 | Korean Air Jumbos | 25-22, 27-25, 16-25, 23-25, 15-13 |
| 22 ottobre 2023 Ryu Gwansun Gymnasium, Cheonan  | Hyundai Skywalkers | 0 - 3 | Samsung Bluefangs | 25-27, 21-25, 17-25               |
| 27 ottobre 2023 Chungmu Gymnasium, Daejeon      | Samsung Bluefangs  | 3 - 0 | OK Okman          | 25-23, 25-21, 25-19               |
| 1º novembre 2023 Uijeongbu Gymnasium, Uijeongbu | KB Stars           | 0 - 3 | Samsung Bluefangs | 22-25, 22-25, 23-25               |
| 5 novembre 2023 Chungmu Gymnasium, Daejeon      | Samsung Bluefangs  | 3 - 0 | KEPCO Vixtorm     | 28-26, 25-21, 25-22               |

##### Round 2
| 10 novembre 2023 Sangnoksu Gymnasium, Ansan | OK Okman          | 3 - 1 | Samsung Bluefangs  | 26-28, 26-24, 25-19, 25-23        |
| 15 novembre 2023 Gyeyang Gymnasium, Incheon | Korean Air Jumbos | 3 - 0 | Samsung Bluefangs  | 25-20, 25-19, 25-22               |
| 19 novembre 2023 Chungmu Gymnasium, Daejeon | Samsung Bluefangs | 3 - 2 | KB Stars           | 24-26, 21-25, 25-18, 25-19, 15-12 |
| 23 novembre 2023 Chungmu Gymnasium, Daejeon | Samsung Bluefangs | 3 - 0 | Woori WON          | 25-18, 25-23, 28-26               |
| 28 novembre 2023 Suwon Gymnasium, Suwon     | KEPCO Vixtorm     | 3 - 1 | Samsung Bluefangs  | 14-25, 25-23, 25-22, 25-20        |
| 1º dicembre 2023 Chungmu Gymnasium, Daejeon | Samsung Bluefangs | 3 - 2 | Hyundai Skywalkers | 25-22, 21-25, 22-25, 25-21, 15-11 |

##### Round 3
| 5 dicembre 2023 Ryu Gwansun Gymnasium, Cheonan  | Hyundai Skywalkers | 2 - 3 | Samsung Bluefangs | 20-25, 25-21, 26-24, 21-25, 13-15 |
| 8 dicembre 2023 Chungmu Gymnasium, Daejeon      | Samsung Bluefangs  | 0 - 3 | KEPCO Vixtorm     | 22-25, 21-25, 22-25               |
| 12 dicembre 2023 Jangchung Arena, Seul          | Woori WON          | 2 - 3 | Samsung Bluefangs | 24-26, 22-25, 25-20, 25-23, 13-15 |
| 15 dicembre 2023 Chungmu Gymnasium, Daejeon     | Samsung Bluefangs  | 3 - 0 | OK Okman          | 25-22, 25-22, 25-21               |
| 19 dicembre 2023 Uijeongbu Gymnasium, Uijeongbu | KB Stars           | 0 - 3 | Samsung Bluefangs | 21-25, 21-25, 22-25               |
| 22 dicembre 2023 Chungmu Gymnasium, Daejeon     | Samsung Bluefangs  | 3 - 1 | Korean Air Jumbos | 26-28, 25-21, 25-23, 27-25        |

##### Round 4
| 30 dicembre 2023 Chungmu Gymnasium, Daejeon | Samsung Bluefangs | 3 - 0 | KB Stars           | 25-18, 25-22, 27-25               |
| 2 gennaio 2024 Sangnoksu Gymnasium, Ansan   | OK Okman          | 3 - 2 | Samsung Bluefangs  | 25-27, 25-16, 25-14, 21-25, 18-16 |
| 7 gennaio 2024 Chungmu Gymnasium, Daejeon   | Samsung Bluefangs | 1 - 3 | Hyundai Skywalkers | 25-22, 23-25, 23-25, 18-25        |
| 11 gennaio 2024 Suwon Gymnasium, Suwon      | KEPCO Vixtorm     | 3 - 0 | Samsung Bluefangs  | 25-17, 25-22, 25-15               |
| 16 gennaio 2024 Gyeyang Gymnasium, Incheon  | Korean Air Jumbos | 3 - 0 | Samsung Bluefangs  | 25-23, 25-20, 25-22               |
| 19 gennaio 2024 Chungmu Gymnasium, Daejeon  | Samsung Bluefangs | 3 - 2 | Woori WON          | 28-26, 20-25, 29-27, 16-25, 15-11 |

##### Round 5
| 31 gennaio 2024 Jangchung Arena, Seul           | Woori WON          | 3 - 1 | Samsung Bluefangs | 25-27, 25-22, 25-22, 25-14        |
| 3 febbraio 2024 Chungmu Gymnasium, Daejeon      | Samsung Bluefangs  | 1 - 3 | Korean Air Jumbos | 26-24, 22-25, 29-31, 24-26        |
| 6 febbraio 2024 Chungmu Gymnasium, Daejeon      | Samsung Bluefangs  | 1 - 3 | OK Okman          | 22-25, 25-23, 21-25, 22-25        |
| 10 febbraio 2024 Uijeongbu Gymnasium, Uijeongbu | KB Stars           | 2 - 3 | Samsung Bluefangs | 19-25, 25-18, 25-19, 23-25, 11-15 |
| 16 febbraio 2024 Chungmu Gymnasium, Daejeon     | Samsung Bluefangs  | 0 - 3 | KEPCO Vixtorm     | 22-25, 20-25, 23-25               |
| 20 febbraio 2024 Ryu Gwansun Gymnasium, Cheonan | Hyundai Skywalkers | 2 - 3 | Samsung Bluefangs | 22-25, 25-15, 22-25, 25-18, 14-16 |

##### Round 6
| 23 febbraio 2024 Gyeyang Gymnasium, Incheon | Korean Air Jumbos | 3 - 1 | Samsung Bluefangs  | 23-25, 26-24, 25-20, 25-18        |
| 29 febbraio 2024 Chungmu Gymnasium, Daejeon | Samsung Bluefangs | 2 - 3 | KB Stars           | 25-19, 16-25, 20-25, 27-25, 11-15 |
| 3 marzo 2024 Sangnoksu Gymnasium, Ansan     | OK Okman          | 1 - 3 | Samsung Bluefangs  | 19-25, 25-27, 25-16, 20-25        |
| 8 marzo 2024 Chungmu Gymnasium, Daejeon     | Samsung Bluefangs | 0 - 3 | Hyundai Skywalkers | 22-25, 19-25, 22-25               |
| 13 marzo 2024 Suwon Gymnasium, Suwon        | KEPCO Vixtorm     | 3 - 1 | Samsung Bluefangs  | 26-24, 25-18, 23-25, 25-18        |
| 16 marzo 2024 Chungmu Gymnasium, Daejeon    | Samsung Bluefangs | 3 - 2 | Woori WON          | 26-24, 23-25, 20-25, 25-21, 16-14 |

### Coppa KOVO

#### Fase a gironi
| 1ª giornata - 7 agosto 2023 Park Chung Hee Gymnasium, Gumi  | KEPCO Vixtorm     | 1 - 3 | Samsung Bluefangs  | 25-22, 12-25, 19-25, 19-25        |
| 2ª giornata - 9 agosto 2023 Park Chung Hee Gymnasium, Gumi  | Samsung Bluefangs | 3 - 0 | Hyundai Skywalkers | 25-17, 25-17, 25-19               |
| 3ª giornata - 11 agosto 2023 Park Chung Hee Gymnasium, Gumi | Samsung Bluefangs | 2 - 3 | Panasonic Panthers | 17-25, 19-25, 30-28, 25-23, 13-15 |

#### Fase a eliminazione diretta
| Semifinali - 12 agosto 2023 Park Chung Hee Gymnasium, Gumi | Korean Air Jumbos | 1 - 3 | Samsung Bluefangs | 18-25, 25-22, 22-25, 22-25 |
| Finale - 13 agosto 2023 Park Chung Hee Gymnasium, Gumi     | Samsung Bluefangs | 1 - 3 | OK Okman          | 23-25, 25-22, 23-25, 20-25 |

## Statistiche

### Statistiche di squadra
| Competizione | Punti | In casa | In casa | In casa | In trasferta | In trasferta | In trasferta | Totale | Totale | Totale |
| Competizione | Punti | G       | V       | P       | G            | V            | P            | G      | V      | P      |
| ------------ | ----- | ------- | ------- | ------- | ------------ | ------------ | ------------ | ------ | ------ | ------ |
| V-League     | 50    | 18      | 11      | 7       | 18           | 8            | 10           | 36     | 19     | 17     |
| Coppa KOVO   | -     | -       | -       | -       | -            | -            | -            | 5      | 3      | 2      |
| Totale       | -     | 18      | 11      | 7       | 18           | 8            | 10           | 41     | 22     | 19     |

G = partite giocate; V = partite vinte; P = partite perse

### Statistiche dei giocatori
| Giocatore      | Campionato | Campionato | Campionato | Campionato | Campionato | Coppa KOVO | Coppa KOVO | Coppa KOVO | Coppa KOVO | Coppa KOVO | Totale | Totale | Totale | Totale | Totale |
| Giocatore      | P          | PT         | AV         | MV         | BV         | P          | PT         | AV         | MV         | BV         | P      | PT     | AV     | MV     | BV     |
| -------------- | ---------- | ---------- | ---------- | ---------- | ---------- | ---------- | ---------- | ---------- | ---------- | ---------- | ------ | ------ | ------ | ------ | ------ |
| Ahn J.w.       | 9          | 0          | 0          | 0          | 0          | 5          | 0          | 0          | 0          | 0          | 14     | 0      | 0      | 0      | 0      |
| Ha H.y.        | 8          | 4          | 3          | 1          | 0          | 4          | 6          | 4          | 1          | 1          | 12     | 10     | 7      | 2      | 1      |
| Y. Hernández   | 36         | 1 068      | 931        | 60         | 77         | -          | -          | -          | -          | -          | 36     | 1 068  | 931    | 60     | 77     |
| Hong M.g.      | -          | -          | -          | -          | -          | 1          | 11         | 9          | 0          | 2          | 1      | 11     | 9      | 0      | 2      |
| E. Jargaltsogt | 34         | 164        | 129        | 21         | 14         | -          | -          | -          | -          | -          | 34     | 164    | 129    | 21     | 14     |
| Jeong S.h.     | 3          | 0          | 0          | 0          | 0          | -          | -          | -          | -          | -          | 3      | 0      | 0      | 0      | 0      |
| Jeon J.s.      | 17         | 51         | 33         | 18         | 0          | -          | -          | -          | -          | -          | 17     | 51     | 33     | 18     | 0      |
| Kim J.h.       | 36         | 397        | 334        | 35         | 28         | 5          | 78         | 66         | 7          | 5          | 41     | 475    | 400    | 42     | 33     |
| Kim J.y.       | 4          | 10         | 10         | 0          | 0          | -          | -          | -          | -          | -          | 4      | 10     | 10     | 0      | 0      |
| Kim J.w.       | 29         | 193        | 117        | 69         | 7          | 5          | 38         | 26         | 10         | 2          | 34     | 231    | 143    | 79     | 9      |
| Kim W.j.       | 24         | 156        | 139        | 8          | 9          | -          | -          | -          | -          | -          | 24     | 156    | 139    | 8      | 9      |
| Lee H.g.       | 15         | 3          | 1          | 1          | 1          | 5          | 4          | 0          | 3          | 1          | 20     | 7      | 1      | 4      | 2      |
| Lee H.j.       | 1          | 0          | 0          | 0          | 0          | -          | -          | -          | -          | -          | 1      | 0      | 0      | 0      | 0      |
| Lee J.h.       | 31         | 17         | 5          | 3          | 9          | -          | -          | -          | -          | -          | 31     | 17     | 5      | 3      | 9      |
| Lee S.u.       | 36         | 0          | 0          | 0          | 0          | -          | -          | -          | -          | -          | 36     | 0      | 0      | 0      | 0      |
| Lee Y.s.       | 4          | 2          | 2          | 0          | 0          | -          | -          | -          | -          | -          | 4      | 2      | 2      | 0      | 0      |
| No J.w.        | 33         | 35         | 11         | 19         | 5          | 5          | 2          | 1          | 1          | 0          | 38     | 37     | 12     | 20     | 5      |
| Park S.j.      | 11         | 72         | 66         | 5          | 1          | 5          | 106        | 89         | 10         | 7          | 16     | 178    | 155    | 15     | 8      |
| Park Y.h.      | 0          | 0          | 0          | 0          | 0          | -          | -          | -          | -          | -          | 0      | 0      | 0      | 0      | 0      |
| Shin D.k.      | 22         | 0          | 0          | 0          | 0          | 5          | 0          | 0          | 0          | 0          | 27     | 0      | 0      | 0      | 0      |
| Shin J.h.      | 32         | 102        | 79         | 16         | 7          | 5          | 82         | 75         | 4          | 3          | 37     | 184    | 154    | 20     | 10     |
| Son H.j.       | 23         | 3          | 3          | 0          | 0          | 5          | 9          | 6          | 3          | 0          | 28     | 12     | 9      | 3      | 0      |
| Son T.h.       | 24         | 59         | 42         | 15         | 2          | -          | -          | -          | -          | -          | 24     | 59     | 42     | 15     | 2      |
| Yang H.j.      | 18         | 14         | 10         | 4          | 0          | 5          | 27         | 22         | 5          | 0          | 23     | 41     | 32     | 9      | 0      |
| Yang S.h.      | 1          | 0          | 0          | 0          | 0          | -          | -          | -          | -          | -          | 1      | 0      | 0      | 0      | 0      |

P = presenze; PT = punti totali; AV = attacchi vincenti; MV = muri vincenti; BV = battute vincenti